# Danevirke
Danevirke (njem. Danewerk od staronordijskog Danavirki, što znači "danski nasipi") je vikinški fortifikacijski sustav smješten na krajnjem sjeveru njemačke pokrajine Schleswig-Holstein, nešto južnije od granice s Danskom. Ova važna obrambena linija, duga oko 30 kilometara, izgrađena tijekom vladavine danskih Vikinga, dijeli poluotok Jutland pri njegovoj bazi. Posljednji put je vojno rabljen za vrijeme Njemačko-danskog rata 1864. godine.
Danevirke se sastoji od nekoliko zemljanih zidina, rovova i utvrda od močvara na zapadu poluotoka do trgovačkog središta Hedebyja na zaljevu Schlei blizu obale Baltika. Zbog izvrsno sačuvanog arheološkog materijala, Danevirke je, zajedno s naseljem Hedeby, 2018. god. UNESCO upisano na popis mjesta svjetske baštine u Europi.

## Povijest
Prvi pisani izvori spominju ga za vrijeme vladavine Gudfreda Danskog, oko 810. – 813., potom u ratu protiv Karolinškog carstva. No, prva faza gradnje datira već iz 737. godine po dendrokronološkom i radiokarbonskom datiranju. Zatim se sastoji od zemljanih nasipa raznih visina (šest do sedam metara na najosjetljivijim mjestima), ojačanima drvenim pragovima i okrunjeni palisadama i jarcima. Obnavlja se 968. tijekom sukoba Haralda Modrozubog s njemačkim Sasima. Harald Modrozubi je poveo vojne ekspedicije u Holstein 973. i izazvao osvetničke napade Otona II. koji je napao Danevirke 974. Zid je opekama ojačao Valdemar I. Veliki 1160-ih taj dio zida je u Danskoj poznat kao Valdemarsmuren ("Valdemarove zidine").
Godine 1864. tijekom rata za Schleswig okupilo se 44.000 danskih vojnika koji su izgradili 27 reduta sa 175 topova. No, kako su se i kanal Schlei istočnpo od Danevirke, i močvare zapadno od zidina potpuno smrzle tijekom jake zime, austrijske snaga sa zapada, a potom i Prusi prelaze Schlei 6. veljače 1864. godine. Danski zapovjednik, general De Meza, je odlučio evakuirati Danevirke kako bi se izbjeglo stvaranje obruča oko danske vojske. Ovo povlačenje podržavalo topništvo iz Flensburga. Napuštanje ove simboličke obrambene linije je izazvalo šok javnog mnijenja u Danskoj i De Meza je smijenjen. Od tada je Danevierke na njemačkom teritoriju i napušten je.

## Poveznice
- Jelling, Danska
- Birka i Hovgården, Švedska